# Nicholas Georgescu-Roegen
Nicholas Georgescu-Roegen - (născut Nicolae Georgescu, pseudonimul Roegen reprezintă Ne Geor inversat, utilizat ca un retronim) - (n. 4 februarie 1906 la Constanța – d. 30 octombrie 1994 la Nashville, Tennessee) a fost un matematician, statistician, pedagog și economist american de origine română, părintele teoriei bioeconomice, o teorie care prezintă un mod revoluționar de a vedea economia.

## Scurtă biografie
- A făcut studii de matematică la Universitatea București, studiază statistică la Universitatea Sorbonne din Paris, iar mai târziu în Anglia.
- Alături de alți diplomați români, în 1944, fiind secretarul general al comisiei de mediere a armistițiului dintre România și țările vest-europene, membre ale Aliaților, participă decisiv la apropierea punctelor de vedere ale părților implicate.
- În 1948, când era evident că datorită rolului său diplomatic pe care l-a avut în și după cel de-al doilea război mondial, urma să ajungă pe mâna comuniștilor români aserviți Moscovei, a emigrat în Statele Unite ale Americii, împreună cu soția sa.
- A predat la Universitatea București, înainte de emigrare, și la Universitatea Vanderbilt din Nashville, Tennessee, și respectiv la cele din Geneva (în 1974) (Omagiu Arhivat în 19 ianuarie 2012, la Wayback Machine. și Strassbourg (în 1977 - 1978).
- În 1990 a fost ales membru de onoare al Academiei Române
- În 1994, după moartea sa, urna conținând cenușa sa a fost adusă și depusă la Cimitirul Bellu din București.

## Teoria bioeconomică
Nicolae Georgescu-Roegen este fondatorul teoriei bioeconomice, o teorie care prezintă un mod revoluționar și integrator de a vedea economia. Opera sa de căpătâi este The Entropy Law and the Economic Process (Legea entropiei și procesul economic) publicată în 1971, referitoare la entropia economică.
Domenii aparent ireconciliabile, așa cum erau privite economia și ecologia la sfârșitul anilor 1960, au fost aduse împreună pe fundamente matematice și fizice de Georgescu-Roegen. Contrar gândirii anterioare teoriei bioeconomice, care situa revoluția industrială și progresul tehnic de o parte a "baricadei", respectiv evoluționismul lumii vii și ecologia de cealaltă parte, economistul român vine cu o clarificare decisivă, având și conotații evidente de economie politică contemporană.
Nicholas Georgescu-Roegen enunță și demonstrează că, pe de o parte, rezolvarea problemelor decisive ale mediului sunt strâns legate de progresul științific, tehnologic și informatic al societății umane, dar, în același timp, doar existența progresului generalizat al rasei umane, în sine, nu poate rezolva automat problemele ecologice pe care tot oamenii și dezvoltarea accelerată a omenirii, începând cu revoluția industrială le-au creat. Factorul decisiv îl reprezintă voința societății umane, per ansamblu, de a rezolva problemele existente.
Considerând economia liberală clasică mult prea mărginită și mecanică, Georgescu-Roegen a reliefat contradicția dintre principiul al doilea al termodinamicii și legea entropiei - adică între degradarea de neevitat a resurselor naturale folosite de omenire, ca urmare a folosirii lor, și creșterea materială nelimitată. El s-a arătat adeptul unei descreșteri economice, pentru a ține seama de legea fizică a entropiei.
Criticii acestor teorii consideră că a amesteca entropia cu fenomene biologice și sociale caracterizate mai degrabă prin autoorganizare și adaptabilitate este prea simplist.
Georgescu-Roegen a manifestat convingerea că bucuria de a trăi este adevăratul scop al activității economice.

## Opere publicate

### Opere ale lui Nicolae Georgescu-Roegen
- Analytical Economics: issues and problems, Cambridge, Mass.: Harvard University Press 1966, tr. it. parziale in col titolo: Analisi economica e processo economico, Firenze: Sansoni 1973;
- The Entropy Law and the Economic Process, Cambridge, Mass.: Harvard University Press 1971;
- "Energy and economic myths", Pergamon;
- "The entropy law and the economic problem", in: H. Daly (ed.), "Toward a steady-state economy", San Francisco, Freeman, 1973; în traducere în italiană: N. Georgescu-Roegen, Energia e miti economici, Torino: Bollati Boringhieri 1998;
- "The entropy law and the economic process", Cambridge (USA): Harvard University Press, 1971;
- "Process analysis and the neoclassical theory of production" American Journal of Agricultural Economics;1972
- "Energy and economic myths", Conferenza alla Yale University, 8 novembre 1972; Southern Economic Journal, 41, 347-381 (1975); The Ecologist, 5, (5), 164-174 (June 1975), e 5, (7), 242-252 (August-Septembrie 1975); traducere în limba italianăcu titlul: Energia e miti economici, 1998;
- L'economia politica come estensione della biologia; Conferenza tenuta all'Università di Firenze il 14 maggio 1974, Note Economiche (Monte dei Paschi di Siena) (1974);
- Mechanistic dogma and economics, Methodology and Science;1974
- Dynamic models and economic growth, Economie appliquee, 27, (4), 529-563 (1974); World Development, 3, (11-12), 765-783 (1975); anche in: Energy and economic myths, p. 235-253; in: G. Schwoediauer (editor), Equilibrium and disequilibrium in economic theory, Dotrdrecht, Reidel; 1977
- Bioeconomic aspects of entropy, in: L. Kubat e J. Zeman (editors), "Entropy and information in science and philosophy", Prague, Academia, 1975, Elsevier, 1976, p. 125-142; traduzione inedita di Tonino Drago col titolo: "Termodinamica, economia e programmazione energetica", 1980;
- Technology and economic policy, in: H.L. Hartman (editor), "Proceedings of centennial Symposium on Technology and public policy, Vanderbilt University, 6-7 November 1975", Nashville (USA), Vanderbilt University, 1975;
- Economics or bioeconomics, American Economic Association Meetings, Dallas, 29 decembrie 1976 A different economic perspective, Paper read at the Boston Meeting of the American Association for the Advancement of Science, 21 februarie 1976
- Energy and economic myths. Institutional and analytical economic essays, New York, Pergamon, 1976; traduzione parziale in: Energia e miti economici, Torino, Bollati Boringhieri, 1998
- Economics and mankind's ecological problems", in: U.S. Economic growth from 1976 to 1986. Prospects, problems and patterns, Joint Economic Committee, Congress of the United States, Washington, DC, 1976;
- Bioeconomics: a new look at the nature of the economic activity, in: L. Junker (editor), "The political economy of food and energy", Ann Arbor, University of Michigan, 1977;
- "What thermodynamics and biology can teach economists", Conferenza alla Atlantic Economic Association, Washington, 15 ottobre 1976; Atlantic Economic Journal, martie 1977);
- "The steady-state and ecological salvation: a thermodynamic analysis", BioScience, 27, (4), 266-270 (April 1977); traduzione italiana col titolo: "Lo stato stazionario e la salvezza ecologica: un'analisi termodinamica", in: Economia e Ambiente, 3, (1), 5-17 (gennaio-marzo 1984); nuova traduzione italiana in "Energia e miti economici", 1998;
- "Matter matters too", in: K.D. Wilson (editor), "Prospects for growth: changing expectations for the future", New York, Praeger, 1977;
- "The role of matter in the substitution of energies" (Third International Colloquium on Petroleum Economics, Quebec, 3-5 November 1977), in: A. Ayoub (editor), "Energy, international cooperation on crisis", Quebec, Presses de l'Universite Laval 1979;
- "Inequality, limits and growth from a bioeconomic viewpoint", Review of Social Economy, 35, 361-375 (December 1977), tr. it Bioeconomia, Torino: Bollati Boringhieri 2004;
- "Matter: a resource ignored by thermodynamics", World Conference on future sources of organic materials (Toronto, 10-13 July 1978); in: L.E. St.Pierre e G.R. Brown (editors), "Future sources of organic raw materials CHEMRAWN I", Oxford, Pergamon 1980, p. 79-87 "Technology assessment: the case of the direct use of solar energy", Atlantic Economic Journal, 6, (4), p. 15-21 (Decembrie 1978)
- "De l'economie politique a la bioeconomie", Revue d'Economie Politique, 88, (3), 338-381(1978)
- "La decroissance", Lausanne, Editions Pierre-Marcel Favre, 1979; nuova edizione, Paris, Editions Sang de la Terre, 1995 (raccolta di numerosi saggi di Georgescu-Roegen, a cura di J. Grinevald) * "Energy and matter in mankind's technological circuit", Journal of Business Administration, 10, 107-127 (Fall 1978) in: P. N. Nemetz (editor), "Energy policy: the global challenge", Toronto, Butterworth, 1979;
- "Myths about energy and matter", Lexington Conference on Energy, aprilie 27-28 1978; Growth and Change, 10, (1), 16-23 (ianuarie 1979)
- "Energy analysis and economic valuation"; Southern Economic Journal, 45, (4), 1023-1058 (aprilie 1979); traduzione italiana col titolo: "Analisi energetica e valutazione economica", e con modifiche, in: "Energia e miti economici", 1998;
- "Comments on the papers by Daly and Stiglitz"; in: V. Kerry Smith (editor), "Scarcity and growth reconsidered", Baltimore, Johns Hopkins University Press, 1979;
- "Methods in economic science"; Journal of Economic Issues, 13, 317-328 (iunie 1979)
- "Afterword", in: J. Rifkin, "Entropy: a new world view", New York, Viking, 1980, 261-269; traduzione italiana col titolo "Postfazione" in J. Rifkin, "Entropia", Milano, Mondadori, p. 283-291; nuova edizione ampliata in J. Rifkin, "Entropy in the greenhouse world", New York, Bantham Books, 1989;
- "Energetic dogma, energetic economics, and viable technologies", in: "Advances in the economics of energy and resources", JAI Press, 4, 1-39 (1982); traducere în limba italiană: "Energia e miti economici", 1998;
- "La degradation entropique et la destinee prometheique de la technologie humaine", Economie Appliquee, 35, (1/2), 1-26 (1982); Entropie, numero speciale, 76-86 (1982); traducere în limba italiană: "Economia e degradazione della materia: il destino prometeico della tecnologia umana", Economia e Ambiente, 4, (4), 5-29 (ottobre-dicembre 1985).

#### Studii ale altor autori
- Grinevald, Jacques Georgescu-Roegen, bioeconomia e biosfera in: Marco Bonaiuti (a cura di), Obiettivo decrescita, Bologna: EMI 2004.
- Zamagni, Stefano Georgescu-Roegen. I fondamenti della teoria del consumatore" Bologna: Etas, 1979.
- Mayumi, K. 1995. Nicholas Georgescu-Roegen (1906-1994): an admirable epistemologist. Structural Change and Economic Dynamics 6: 115-120.
- Mayumi,K. and Gowdy, J. M. (eds.) 1999. Bioeconomics and Sustainability: Essays in Honor of Nicholas Georgescu-Roegen. Cheltenham: Edward Elgar.
- Mayumi, K. 2001. The Origins of Ecological Economcs: The Bioeconomics of Georgescu-Roegen. London: Routledge.

### În alte limbi

#### Cărți de Georgescu-Roegen în limba italiană
- Energia e miti economici, Torino: Bollati Boringhieri, 1998.
- Bioeconomia, Torino: Bollati Boringhieri 2004.